# Падалеки, Джаред

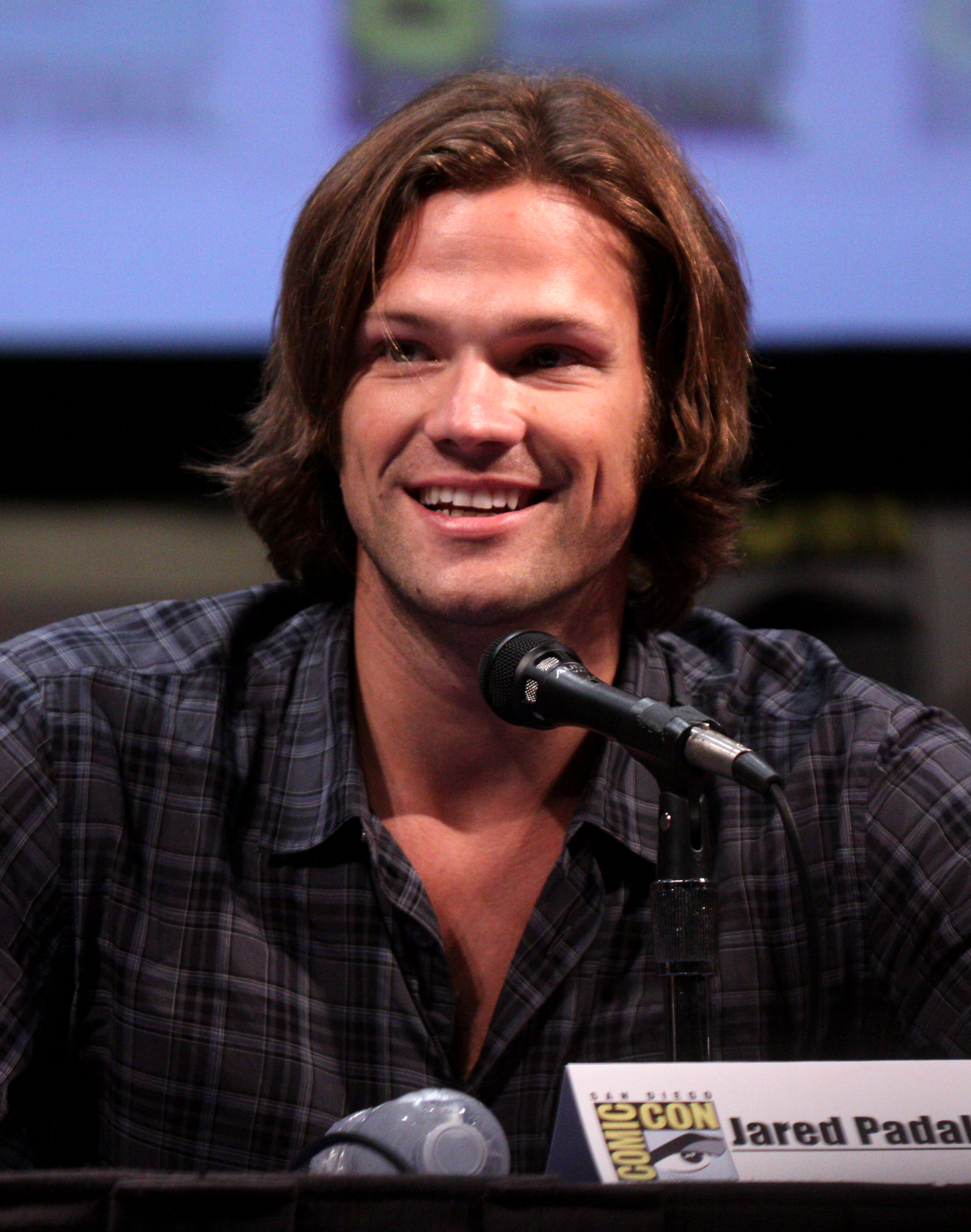
Джаред Падалеки на San Diego Comic-Con в 2011 году

Джа́ред Три́стан Падале́ки (англ. Jared Tristan Padalecki; род. 19 июля 1982, Сан-Антонио, Техас) — американский актёр, известность ему принесли роли в телесериалах «Девочки Гилмор» и «Сверхъестественное».

## Биография
Джаред Падалеки родился 19 июля 1982 года в Сан-Антонио (штат Техас, США) в семье Джеральда Падалеки, налогового бухгалтера, и Шерри Кэммер, учительницы. У Падалеки польские корни со стороны отца (его фамилия является англизированным вариантом польского Падале́цкий) и немецкие, английские, французские, шотландские со стороны матери. У него есть старший брат Джеффри, хирург, и младшая сестра Меган. В возрасте 12 лет Джаред начал брать уроки актёрского мастерства. Он учился в школе Джеймса Мэдисона в Сан-Антонио. В 1999 году Падалеки выиграл конкурс «Claim To Fame», в результате чего получил возможность вручать премию на церемонии Teen Choice Award, где встретил своего нынешнего агента. После окончания школы в 2000 году Джаред переехал в Лос-Анджелес (Калифорния), чтобы продолжить актёрскую карьеру, хотя первоначально планировал поступать в Техасский университет.

## Карьера
Он участвовал в прослушивании на роль Энакина Скайуокера для фильма «Звёздные войны. Эпизод II. Атака клонов». Первой актёрской работой Джареда Падалеки стала второстепенная роль в художественном фильме 1999 года «A Little Inside». В 2000 году он получил роль Дина Форестера в успешном телесериале «Девочки Гилмор» и снимался в нём до 2005 года. В период с 2000 по 2003 год Джаред сыграл роли в таких фильмах, как «Безмолвный свидетель» (2000), «Ближе к дому» (2001), «Кольцо бесконечного света» (2002) и «Молодой Макгайвер» (2003).
В 2003 году Джаред сыграл небольшую роль в комедии «Оптом дешевле», хотя в титрах указан не был. В 2004 году он исполнил роль Трея Липтона в комедии Мэри-Кейт и Эшли Олсен «Мгновения Нью-Йорка», а также снялся в приключенческой драме «Полёт феникса». В 2005 году Падалеки снялся сразу в двух фильмах ужасов — «Волк-одиночка» и «Дом восковых фигур», в котором также приняли участие Элиша Катберт, Чад Майкл Мюррей и Пэрис Хилтон.

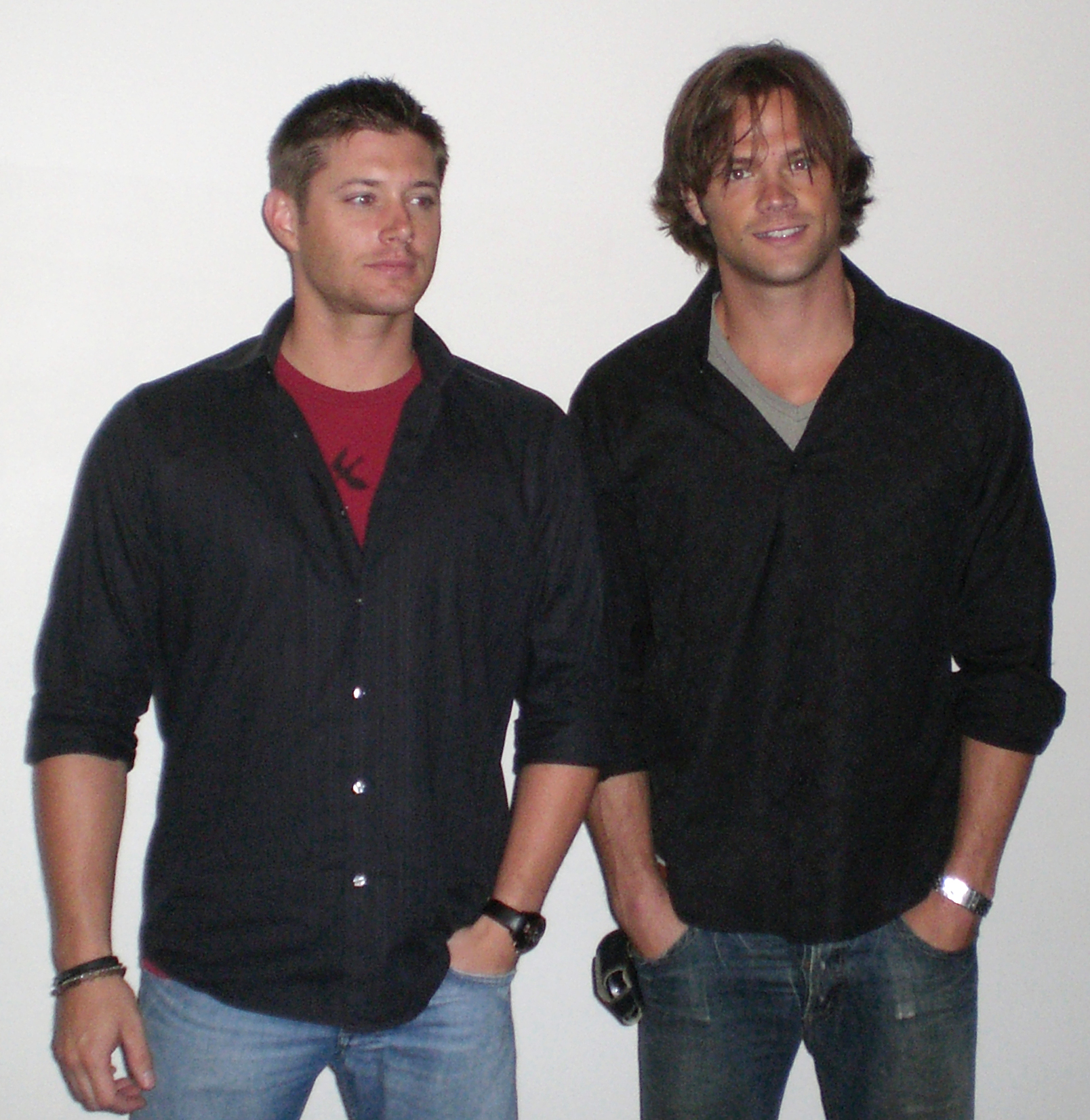
Исполнители главных ролей в телесериале «Сверхъестественное» Дженсен Эклс (слева) и Джаред Падалеки (справа) в 2008 году

В том же году Джаред прошёл кастинг на роль Сэма Винчестера в телесериале компании Warner Brothers «Сверхъестественное», после успеха которого число его поклонников значительно возросло. Сериал продлился 15 лет и прекратил существование в 2020 году.
В 2007 году Джаред снялся в фильме Майкла Кампуса «Рождественский коттедж», в котором также принял участие Питер О’Тул. Падалеки играет роль Томаса Кинкейда, одного из самых успешных американских художников. Фильм рассказывает о жизни Кинкейда и его картине под названием «Рождественский коттедж». Также планируется снять ещё два фильма о Томасе Кинкейде, в которых будет рассказано о других картинах художника и раскрыты иные стороны его жизни.
В 2009 году Джаред снялся в фильме Майкла Бэя «Пятница 13-е» и сыграл в нём главную роль Клэя Миллера, который разыскивает свою сестру пропавшую в этих краях несколько месяцев назад. Картина является ремейком одноимённого фильма 1980 года, 12-я по счёту во франшизе.
Также Джареда Падалеки пригласили на роль ведущего нового реалити-шоу телеканала MTV «Комната 401», создателем которого стал Эштон Кутчер. Идея шоу состоит в том, что ничего не подозревающие участники попадают в ужасные ситуации, которые оказываются розыгрышем.
В 2019 году стало известно, что Джаред станет новым воплощением Крутого Уокера в перезапуске знаменитого сериала, который в январе 2020 года был заказан сразу на сериал.

## Личная жизнь
27 февраля 2010 года Джаред Падалеки женился на актрисе Женевьев Кортезе, которая после свадьбы взяла фамилию мужа.
У супругов трое детей:
- Томас Kолтон Падалеки (род. 19 марта 2012)[11][12][13]
- Остин Шепард (Шеп) Падалеки (род. 22 декабря 2013)[14]
- Одетт Эллиот Падалеки (род. 17 марта 2017)[15]

В данный момент пара проживает в Остине, штат Техас.

## Фильмография
| Год       |    | Русское название             | Оригинальное название             | Роль            |
| --------- | -- | ---------------------------- | --------------------------------- | --------------- |
| 1999      | ф  | Малышка внутри               | A Little Inside                   | Мэтт Нельсон    |
| 2000      | тф | Безмолвный свидетель         | Silent Witness                    | Сэм             |
| 2000—2005 | с  | Девочки Гилмор               | Gilmore Girls                     | Дин Форестер    |
| 2001      | с  | Скорая помощь                | ER                                | Пол Харрис      |
| 2001      | тф | Кольцо бесконечного света    | A Ring of Endless Light           | Закери Грей     |
| 2003      | тф | Юный МакГайвер               | Young MacGyver                    | Клей Макгайвер  |
| 2003      | ф  | Оптом дешевле                | Cheaper by the Dozen              | школьный задира |
| 2004      | ф  | Мгновения Нью-Йорка          | New York Minute                   | Трей Липтон     |
| 2004      | ф  | Полёт Феникса                | Flight of the Phoenix             | Джон Дэвис      |
| 2005      | ф  | Дом восковых фигур           | House of Wax                      | Уэйд Фэлтон     |
| 2005      | ф  | Волк-одиночка                | Cry Wolf                          | Том Джордан     |
| 2005—2020 | с  | Сверхъестественное           | Supernatural                      | Сэм Винчестер   |
| 2007      | ф  | Дом страхов                  | House of Fears                    | Джей Пи         |
| 2008      | ф  | Рождественский коттедж       | Christmas Cottage                 | Томас Кинкейд   |
| 2009      | ф  | Пятница, 13-е                | Friday the 13th                   | Клэй Миллер     |
| 2011      | мс | Сверхъестественное: Анимация | Supernatural: The Anime Series    | Сэм Винчестер   |
| 2015—2018 | с  | Шоу в Хилливуде              | The Hillywood Show                | танцор / камео  |
| 2015      | мф | Мальчик-призрак              | Алекс Таннер                      |                 |
| 2016      | с  | Девочки Гилмор: Времена года | Gilmore Girls: A Year in the Life | Дин Форестер    |
| 2017      | с  | Короли кона                  | Kings of Con                      | Джейден Яворски |
| 2021—2024 | с  | Уокер                        | Walker                            | Корделл Уокер   |
| 2023      | с  | Уокер: Независимость         | Walker: Independence              | безымянный      |
| 2024      | с  | Страна пожаров               | Fire Country                      | Камден Кейси    |
| 2026      | с  | Пацаны                       | The Boys                          |                 |

## Награды и номинации

### Награды
- 2008 — награда Constellation Awards (Лучшая мужская роль в эпизоде фантастического телесериала (Эпизод сериала «Сверхъестественное» «Рожденный под дурным знаком»))
- 2013 — награда Constellation Awards (Лучшая мужская роль в эпизоде фантастического телесериала (Эпизод сериала «Сверхъестественное» «Идентификация реборна»))
- 2014 — награда People’s Choice Awards (Любимый ТВ-броманс: Джаред Падалеки, Дженсен Эклс, Миша Коллинз)
- 2015 — награда Teen Choice Awards (ТВ Актёр: Фантастика)
- 2019 — награда Teen Choice Awards (ТВ Актёр: Фантастика)

### Номинации
- 2003 — номинация на премию Teen Choice Award в категории «Лучший драматический актёр» за роль в сериале «Девочки Гилмор». Уступил её Дэвиду Галлахеру.
- 2005 — номинация на премию Teen Choice Award за роль в фильме «Дом восковых фигур».
- 2007, 2011, 2012, 2013 — номинация на премию Teen Choice Award в категории «Лучший драматический актёр» за роль Сэма Винчестера в телесериале «Сверхъестественное».
- 2007, 2008, 2013 — номинация на премию Constellation Awards за роль Сэма Винчестера в телесериале «Сверхъестественное».
- 2008, 2013 — номинация на премию SFX Awards в категории «Лучший телевизионный актёр» за роль Сэма Винчестера в телесериале «Сверхъестественное».
- 2013 — номинация на премию SFX Awards в категории «Сексуальный мужчина» за роль Сэма Винчестера в телесериале «Сверхъестественное».
- 2013 год — номинация на премию People’s Choice Awards в категории «Любимый драматический актёр ТВ» за роль Сэма Винчестера в телесериале «Сверхъестественное».